# ESC Wedemark Scorpions
Der ESC Wedemark Scorpions ist ein in der Wedemark beheimateter Eishockeyverein. Seine erste Mannschaft spielte in der Oberliga Nord und fusionierte zur Saison 2017/18 mit den Hannover Scorpions.
Der Verein steht in der Tradition des 1975 gegründeten ESC Wedemark. Dessen erste Mannschaft wurde 1997 in Hannover Scorpions umbenannt und später nach Hannover umgesiedelt. Der ESC Wedemark Scorpions wurde im Jahr 2008 unter anderem von Jochen Haselbacher und Marco Stichnoth gegründet, ursprünglich um den Nachwuchsbereich der Hannover Scorpions zu trainieren. 2010 wurde die Zusammenarbeit zwischen den Hannover Scorpions und den Wedemark Scorpions beendet. Seit 2012 stellt der ESC Wedemark Scorpions e.V. eine eigene Herrenmannschaft, die seit 2014 in der Oberliga spielt.
Die Vereinsfarben der Wedemark Scorpions sind rot, schwarz und weiß.

## Geschichte
| Saison    | Liga | Meisterrunde | Play-Offs |
| --------- | ---- | ------------ | --------- |
| 2012/2013 | VL   | 3. Platz     | –         |
| 2013/2014 | RL   | 3. Platz     | 1. Platz  |
| 2014/2015 | OL   | 9. Platz     | 8. Platz  |
| 2015/2016 | OL   | 12. Platz    | -         |

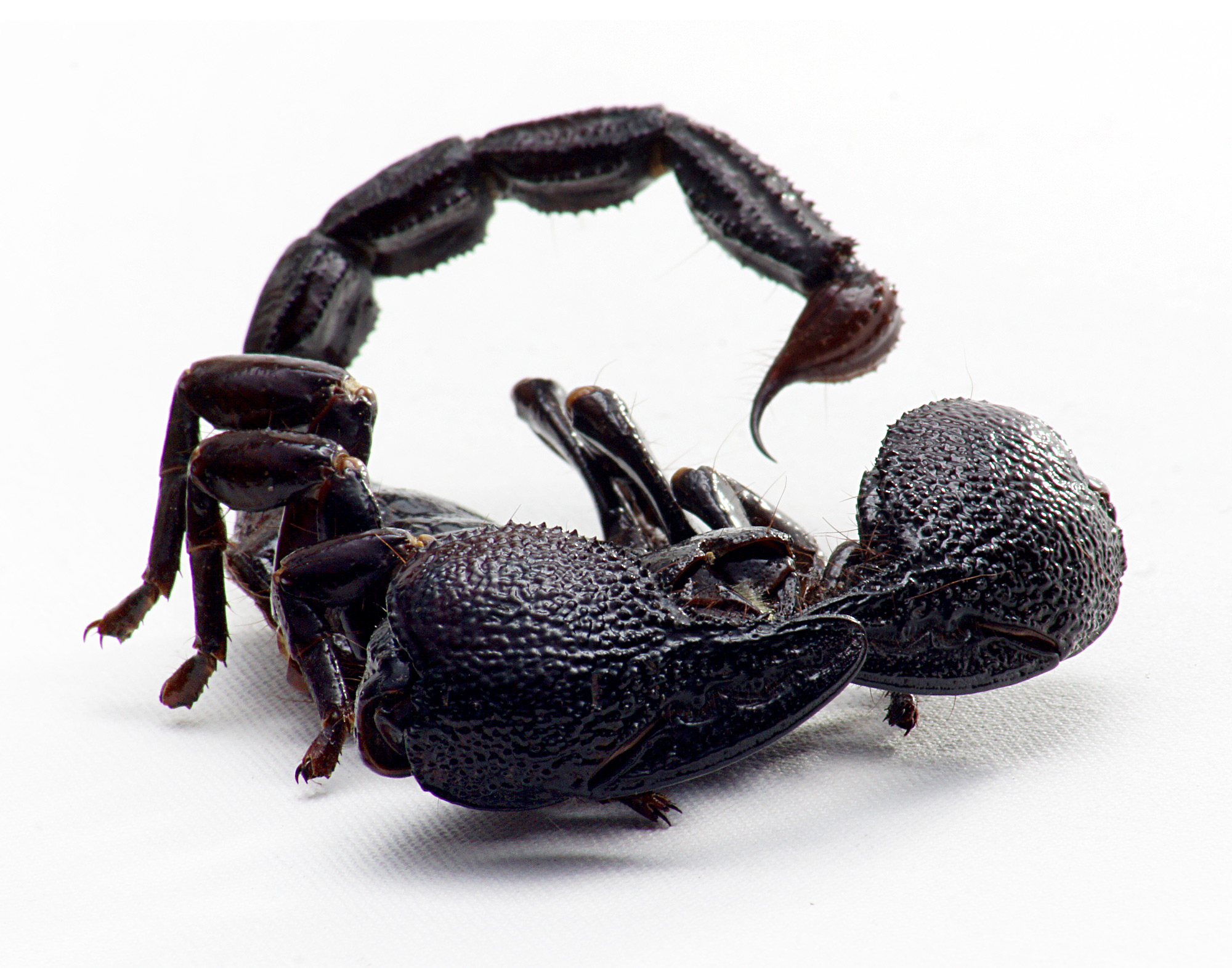
Der Skorpion ziert seit 1996 das Team-Logo der Wedemark Scorpions

Die Wurzeln des Wedemärker Eishockeys reichen zurück bis in das Jahr 1975, in dem in Mellendorf der ESC Wedemark gegründet wurde. Zur Saison 1977/1978 nahm zum ersten Mal eine Eishockey-Herrenmannschaft aus der Wedemark am Spielbetrieb der Regionalliga Nord teil und wurde bereits in der ersten Spielsaison Meister. Zur Saison 1994/1995 benannte sich die Mannschaft in Wedemark Wildcats um. Durch den Aufstieg in die DEL folgte in der Saison 1996/1997 die Ausgliederung der Profimannschaft in eine vereinsunabhängige GmbH sowie ein erneuter Namenswechsel in Wedemark Scorpions – Namenspaten war die ebenfalls aus Hannover stammende Band Scorpions. Da die Eishockeymannschaft nun auf nationalem Niveau spielte, wurde die eher unbekannte Wedemark zur Saison 1997/1998 durch Hannover ersetzt. 2001 siedelten die Hannover Scorpions in die Preussag Arena (ab 2005 TUI Arena) nach Hannover um. 2004 verkaufte Clubchef Jochen Haselbacher die GmbH an den neuen Eigner Günter Papenburg.
2008 wurde u. a. von Jochen Haselbacher und Marco Stichnoth ein neuer Verein unter dem Namen ESC Wedemark Scorpions e.V. gegründet, der vorwiegend die Nachwuchsarbeit der Hannover Scorpions darstellen sollte. Als Spiel- und Trainingsstätte wurde bewusst das traditionsreiche Ice House in Mellendorf gewählt. Die Zusammenarbeit zwischen den Hannover Scorpions und den Wedemark Scorpions endete 2010, der ESC Wedemark Scorpions e.V. blieb als eigenständiger Verein erhalten.
In der Saison 2012/2013 startete der ESC Wedemark Scorpions e.V. erstmals mit einer eigenen Herrenmannschaft in der Verbandsliga Nord, die sie mit dem dritten Tabellenplatz abschlossen. Durch die Entscheidung des Niedersächsischen Eissport-Verbands (NEV), die Verbandsliga für die kommende Saison aufzulösen, folgte in der zweiten Saison der Aufstieg in die Eishockey-Regionalliga Nord. Schon früh präsentierten sich die Wedemark Scorpions als ernstzunehmender Gegner. Am Ende der Saison 2013/2014 erlangten sie erneut den dritten Tabellenplatz und qualifizierten sich somit für die Play-offs der Regionalliga Nord. In einem spannenden Halbfinale gegen den Nachbarn United North Stars (Spielgemeinschaft SC Langenhagen und EC Wedemark) gelang es erst im Penalty-Schießen nach dem 20. Schützen, den Sieg für sich zu entscheiden. Das Finale gegen den EHC Wolfsburg gewannen die Wedemark Scorpions, erhielten den Meistertitel der Regionalliga Nord sowie die Aufstiegsberechtigung in die Oberliga.
Die Entscheidung, dass die Mannschaft in der Saison 2014/2015 tatsächlich in der Oberliga spielen wird, wurde den Vereinsmitgliedern auf der Jahreshauptversammlung am 16. Mai 2014 bekannt gegeben. Der langjährige Vorsitzende Jochen Haselbacher führte die Geschäfte des Vereins. Anfang März 2017 wurde die Fusion der Oberliga-Mannschaft mit den Hannover Scorpions bekannt gegeben und dass diese „wiedervereinigte“ Mannschaft ab der Saison 2017/18 unter dem Namen Hannover Scorpions ins Rennen gehen würde. Es wurde festgelegt, dass die Heimspiele in Wedemark ausgetragen werden. Die wichtigsten handelnden Personen dieses Zusammenschlusses waren Eric Haselbacher, Kay Uplegger, Jochen Haselbacher und Marco Stichnoth. Die sportliche und geschäftliche Leitung der neugegründeten Gesellschaft übernahmen Eric und Jochen Haselbacher.

## Trainer
Seit der Gründung des Vereins im Jahr 2008 ist Friedhelm Bögelsack sportlicher Leiter der Eishockeysparte des ESC Wedemark Scorpions. Unterstützt wird er dabei durch ein qualifiziertes Trainer-Team bestehend aus aktiven sowie ehemaligen Spielern.
| Dieter Reiss        | 1. Herren                     |
| Friedhelm Bögelsack | Jugend                        |
| Patrick Schulz      | Kleinschüler / Kleinstschüler |
| Ralf Meyer          | Jugend                        |
| Ronny Schubert      | Kleinschüler / Kleinstschüler |
| Tom Bögelsack       | Schüler                       |

## Auszeichnungen & Ehrungen

### Mitglieder der Hockey Hall of Fame Deutschland

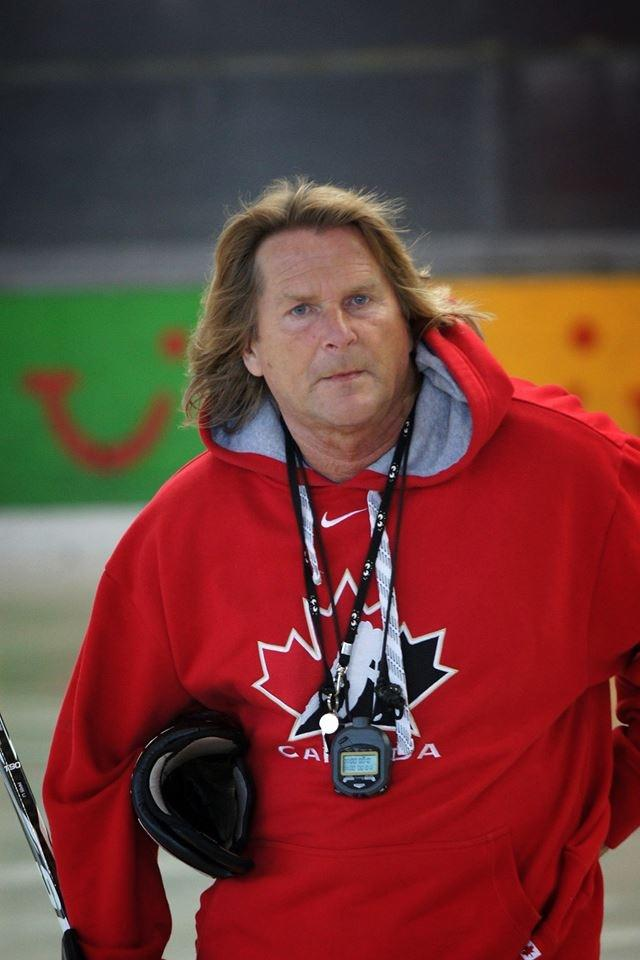
Friedhelm „Fiete“ Boegelsack (2014)

In die „Hall of Fame“ des deutschen Eishockeymuseums werden Persönlichkeiten aufgenommen, die sich um den Eishockeysport in Deutschland verdient gemacht haben. Von den aufgenommenen Akteuren wirkten oder wirken bei den Wedemark Scorpions:
 Friedhelm Bögelsack (Cheftrainer)
Bögelsack war während seiner aktiven Zeit einer der erfolgreichsten Eishockeyspieler der DDR, für die er 189 A-Länderspiele bestritt. Mit dem SC Dynamo Berlin wurde der Angreifer 14-mal DDR-Meister und beendete seine Karriere schließlich beim EC in Hannover. Heute ist der gebürtige Greifswalder in der Organisation der Wedemark Scorpions tätig.
| Errungenschaften                  | Errungenschaften  | Errungenschaften | Errungenschaften | Errungenschaften |
| --------------------------------- | ----------------- | ---------------- | ---------------- | ---------------- |
| Meisterschaften                   | 123 Spiele        | 43 Tore          | 12 Meistertitel  | 1 Pokalsieg      |
| Internationale und EC Begegnungen | 749 Spiele        | 173 Tore         | 173 Tore         | 173 Tore         |
| Länderspiele                      | 189 Spiele        |                  |                  |                  |
| Weltmeisterschaften               | 9 Meisterschaften | 66 Spiele        | 20 Tore          | 20 Tore          |

 Jochen Haselbacher (Vorsitzender)
Haselbacher wurde aufgrund seiner Verdienste im Deutschen Eishockey-Sport im Jahr 2000 mit einer Urkunde ausgezeichnet und erhielt somit Einzug in die Eishockey Hall of Fame.

## Nachwuchsarbeit

### Wedemark Young Scorpions

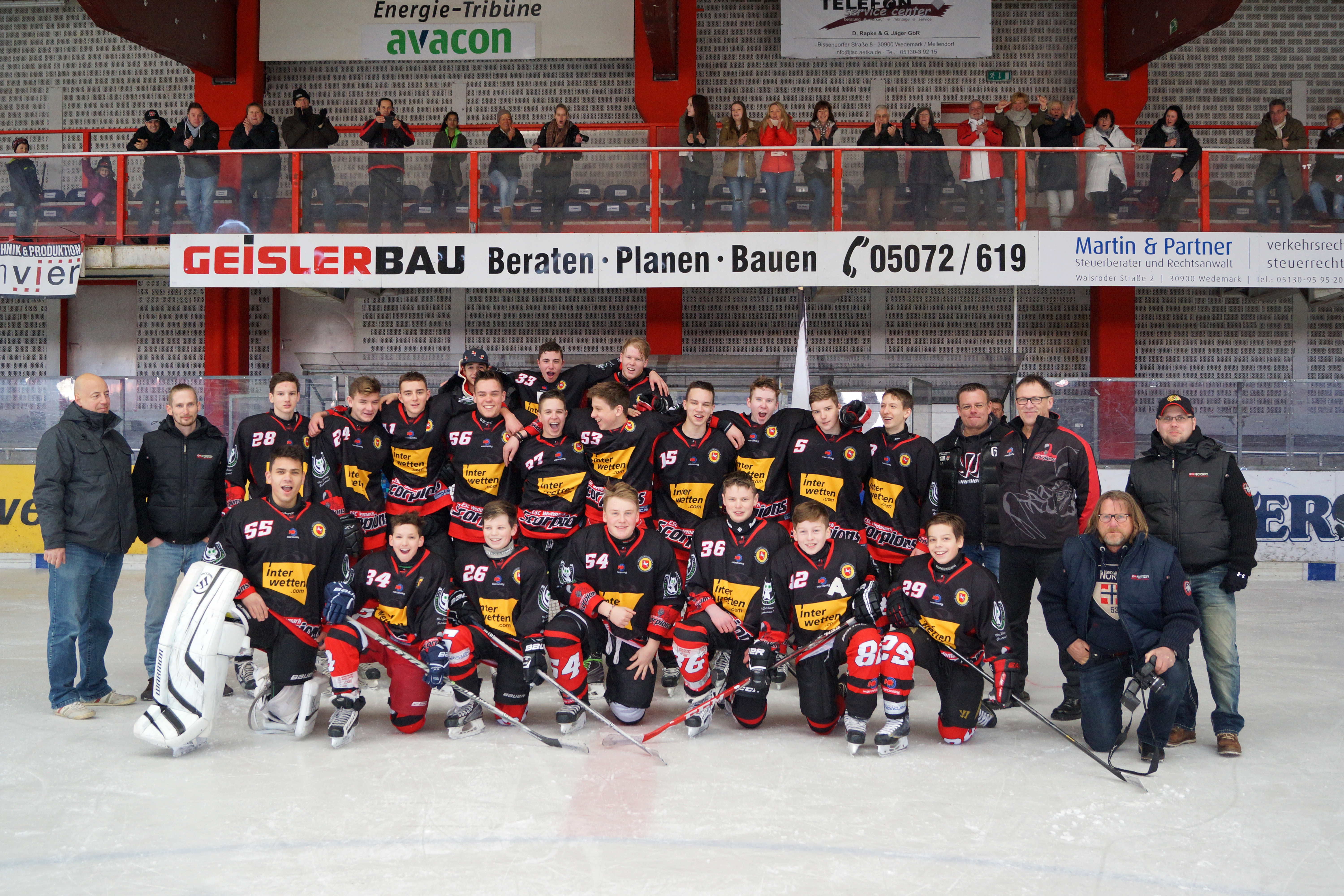
Meister der Schüler Landesliga 2014/2015

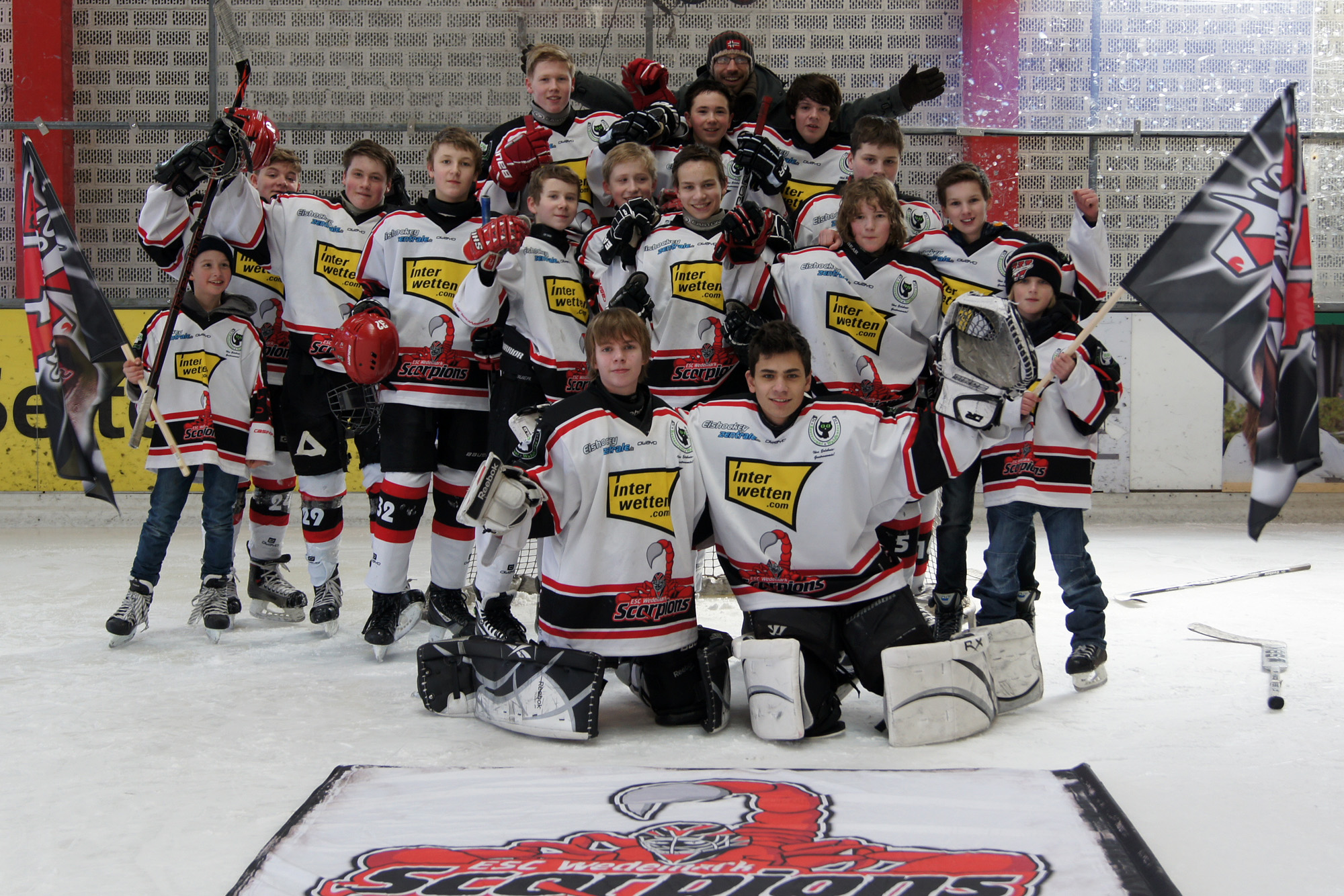
Meister der Schüler Landesliga 2012/2013

Den Grundstein des ESC Wedemark Scorpions e.V. bildet die Nachwuchsarbeit. Bereits im Jahr 2008 wurde der Verein in Zusammenarbeit mit den Hannover Scorpions gegründet, um den Nachwuchs der DEL-Mannschaft zu trainieren. Zeitgleich mit der Aufstellung der ersten Herrenmannschaft in der Saison 2012/2013 startete auch die Schüler-Mannschaft des ESC in der Landesliga. Bereits nach der ersten Saison erlangten die Wedemark Young Scorpions den Meistertitel der Landesliga und stiegen somit in die Niedersachsenliga auf. Ebenso wie den Schülern gelang auch der Knabenmannschaft eine hervorragende erste Saison im Ligen-Spielbetrieb.
Durch die intensive Nachwuchsarbeit schaffte es der Verein, sich ein sportliches Konzept zu erarbeiten, das komplett auf dem Nachwuchs basiert. Herausragende Junioren, die in regelmäßigen Trainingscamps wie bei den Eisbären Berlin, in Füssen oder in Tyringe (Schweden) geformt werden, werden ab der Saison 2014/2015 die Oberliga-Mannschaft unterstützen. Einzelne Spieler wurden vom DEB in den Kader der U-16 Nationalmannschaft eingeladen.

### Kooperationen
Durch die enge Verbundenheit von Chef-Coach Friedhelm Bögelsack mit den Eisbären Berlin arbeitet der ESC Wedemark Scorpions sehr eng mit den Eisbären Juniors Berlin zusammen. Ein gemeinsames Nachwuchsförderungsprogramm sowie regelmäßige Trainingslager in der Bundeshauptstadt ermöglichen den jungen Spielern eine optimale Ausbildung.
In der Saison 2013/2014 ging der ESC einen weiteren Kooperationsvertrag mit den Hannover Indians ein. Nachwuchs-Spieler beider Mannschaften spielten gemeinsam als eigenständige Mannschaft unter dem Arbeitstitel ELN, der ursprünglich für Eishockey Leistungszentrum Nord stand. Diese Bezeichnung wurde vom Niedersächsischen Eissportverband jedoch für irreführend erklärt und durfte nicht weiter genutzt werden. Die Kooperation endete jedoch in beiderseitigem Einvernehmen nach nur einer Saison wieder.
Im Oktober 2015 unterzeichneten die beiden Vereine ESC Wedemark Scorpions und Grizzlys Wolfsburg im Nachwuchsbereich eine Vereinbarung zur Doppel-Lizenzierung von Nachwuchsspielern, um diesen die Möglichkeit zu geben, Schüler-Bundesliga oder auch DNL2 Nord spielen zu können.

## Andere Sparten

### Eiskunstlauf
Der ESC Wedemark Scorpions e.V. verfügt neben der Eishockeysparte auch über eine äußerst erfolgreiche Eiskunstlaufsparte, die im Schnitt etwa zwei bis fünf Wettkämpfe und zwei bis vier Schaulaufen pro Saison absolviert. In der Saison 2013/2014 konnte die Sparte insgesamt 30 Erstplatzierungen, 18 Zweitplatzierungen sowie 3 Drittplatzierungen in Wettkämpfen und Meisterschaften verbuchen.
Bei der Sportlerehrung der Wedemark für das Jahr 2013 wurden zehn Eiskunstläuferinnen und ein Eiskunstläufer des ESC Wedemark Scorpions für ihre sportlichen Leistungen im vergangenen Sportjahr ausgezeichnet.

## Spielstätte

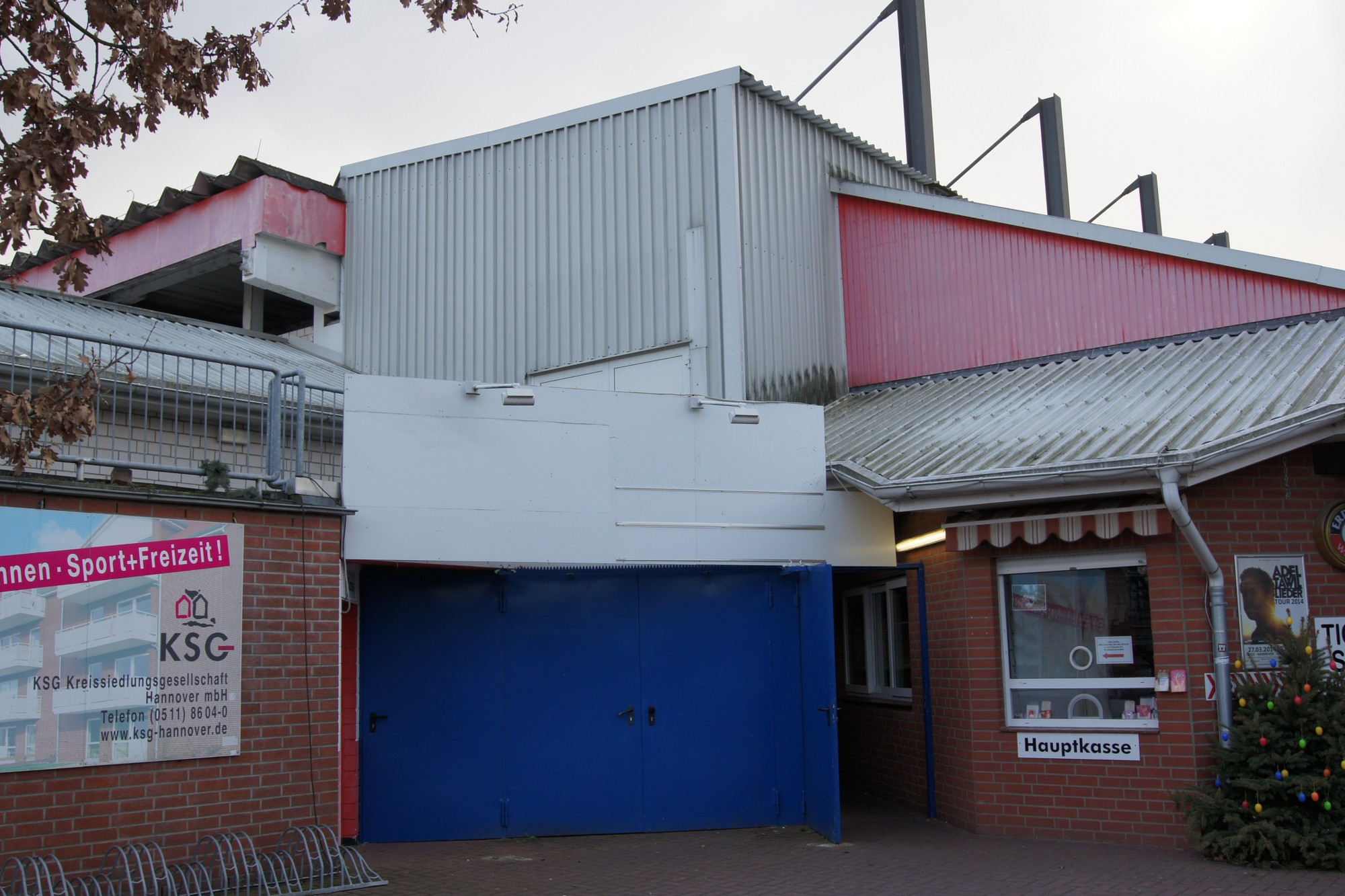
Ice House Mellendorf

Heimstätte des ESC Wedemark Scorpions ist seit jeher das Ice House Mellendorf in der Wedemark. Mit seinen insgesamt 3800 Plätzen (davon 3400 Steh- und 400 Sitzplätze) ist es ein Eisstadion mit viel Tradition. 1974 wurde die Eisfläche unter freiem Himmel neben dem Freibad in Mellendorf errichtet, 1977 folgten die Überdachung sowie die erste Tribüne für 1200 Zuschauer. Ein weiterer Ausbau fand im Jahr 1995 statt, bei dem u. a. die Westtribüne als Balkon errichtet wurde. Seit dem letzten Umbau fasst das Stadion 3.800 Zuschauer. Das Areal umfasst mittlerweile neben einer Vielzahl an Kabinen auch eine Garage für die Eismaschine, ein Büro mit integriertem Ticket-Shop, einen Gastronomiebereich sowie einen VIP-Raum.

## Vereinskultur

### Vereinslogo
Seit 1996 stellt das Vereinslogo der Wedemark Scorpions einen roten Skorpion mit Goalie-Maske dar. Die ehemals aus den Wedemark Scorpions hervorgegangenen Hannover Scorpions erhielten nach dem Aufstieg in die DEL im Jahr 2004 ein neues Logo. Zur Gründung des ESC Wedemark Scorpions e.V. 2008 (als Nachwuchsverein der Hannover Scorpions) wurde eigens ein identisches Logo angefertigt, einzig der Schriftzug Hannover bzw. ESC Wedemark unterscheidet die beiden Logos voneinander.

ESC Wedemark (1975–1994)
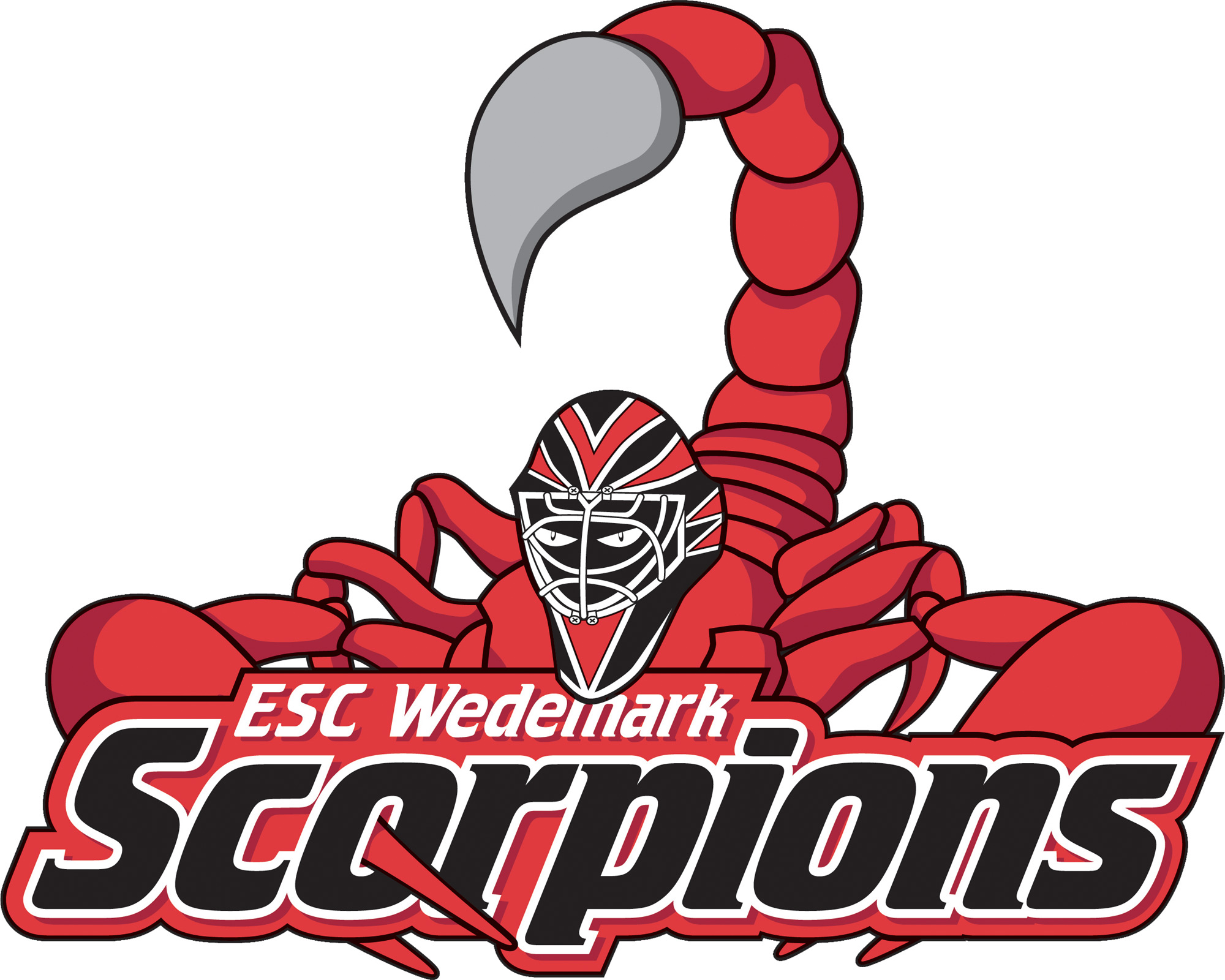
ESC Wedemark Scorpions (seit 2008)

### Torhymne
Die aktuelle Torhymne ist das Lied Rama Lama Ding Dong.